# Бузаев, Николай Семёнович
Николай Семёнович Бузаев — советский хозяйственный, государственный и политический деятель.

## Биография
Родился в 1913 году в Симбирске. Член КПСС.
С 1934 года — на хозяйственной, общественной и политической работе. В 1934—1980 гг. — слесарь в мастерских Ульяновской гидротехнической конторы, участник Великой Отечественной войны, инструктор Куйбышевского обкома КПСС, первый секретарь Подбельского
райкома КПСС, заместитель начальника, начальник областного управления сельского хозяйства, начальник областного управления заготовок, первый заместитель начальника областного управления производства и заготовок сельскохозяйственных продуктов, второй секретарь Куйбышевского сельского областного комитета КПСС, первый заместитель председателя Куйбышевского облисполкома.
Исполнял обязанности председателя Куйбышевского облисполкома в период с января 1976 по 10 февраля 1976 года.
Избирался депутатом Верховного Совета РСФСР 6-го, 7-го и 9-го созывов.
Делегат XXIII, XXIV и XXV съездов КПСС.
Умер  в 2001 году.

## Награды
- Орден Красной Звезды (30.04.1945)
- Орден Отечественной войны II степени (6.04.1985)
- Медаль «За оборону Ленинграда» (22.12.1942)
- Медаль «За боевые заслуги» (16.08.1944)